# وانجو کانتی
وانجو کانتی (به لاتین: Wanju County) یک منطقهٔ مسکونی در کره جنوبی است که در استان جئولابوک-دو واقع شده‌است. وانجو کانتی ۸۲۰٫۹۴ کیلومتر مربع مساحت و ۸۴٬۰۰۹ نفر جمعیت دارد.

## خواهرخوانده
شهر هوایان خواهرخواندهٔ وانجو کانتی هست.